# Gorno Spanczewo
Gorno Spanczewo (bułg. Горно Спанчево) – wieś w Bułgarii, w obwodzie Błagojewgrad, w gminie Sandanski. Według Ujednoliconego Systemu Ewidencji Ludności oraz Usług Administracyjnych dla Ludności, miejscowość zamieszkuje 84 mieszkańców.

## Osoby związane z miejscowością
- Paskał Apostołow – bułgarski macedońsko-adrianopołski welontariusz[2]
- Angeł Charizanow Spanczowalijata (1870–1902) – bułgarski rewolucjonista, członek WMOK
- Georgi Spanczowalijata (1869–1903) – bułgarski rewolucjonista, członek WMORO